# 喜 (黎明專輯)
《喜》是香港歌手黎明的錄音室專輯，全碟由雷頌德監製，收錄了14首歌曲、3個音樂短片及一個製作花絮，專輯於2001年12月11日由新力唱片以CD及VCD形式首次發行，專輯首天的訂單已超過白金唱片銷量（五萬張以上）。

## 製作與發行
這張專輯的命名概念源自於製作過程時間緊迫，製作團隊需要由朝到晚工作，且士氣很好，愈忙愈開心，黎明因此提議將專輯命名為「喜」，新力唱片花費港幣數百萬元進行宣傳工作，包括電視及平面廣告、巴士站的燈箱廣告、鬧市的大型掛布、地鐵月台的投射廣告及地鐵站內的燈箱廣告等。專輯的同名歌曲〈喜〉由黃偉文填詞，歌詞以女友箍緊男友的心理為題材，他原本計劃將歌曲命名為「休戰日」或「You’re so Cool」，其後黎明將曲名改為「喜」，這首歌的音樂短片由黎明執導，以全實景拍攝及運用電腦特技進行後期製作，製作費約港幣三百萬元。

## 曲目列表
| CD       | CD                            | CD       | CD                             | CD       | CD                     | CD    |
| 曲序     | 曲目                          |          | 作曲                           | 编曲     | 备注                   | 时长  |
| -------- | ----------------------------- | -------- | ------------------------------ | -------- | ---------------------- | ----- |
| 1.       | Intro（Interlude）            |          | 雷頌德                         | 雷頌德   |                        | 0:42  |
| 2.       | 心情好                        | 甄健強   | 雷頌德                         | 雷頌德   |                        | 3:21  |
| 3.       | 喜                            | 黃偉文   | 雷頌德                         | 雷頌德   |                        | 3:48  |
| 4.       | 不規則                        | 周耀輝   | 雷頌德                         | 雷頌德   |                        | 3:34  |
| 5.       | Home Alone                    | 雷頌德   | 雷頌德                         | 雷頌德   |                        | 1:52  |
| 6.       | 你很愛我                      | 黃偉文   | 雷頌德                         | 雷頌德   |                        | 3:34  |
| 7.       | 與你同行                      | 林夕     | 雷頌德                         | 雷頌德   |                        | 3:46  |
| 8.       | 趁高興                        | 甄健強   | 雷頌德                         | 雷頌德   |                        | 3:26  |
| 9.       | 眼神騙不過                    | 周耀輝   | 雷頌德                         | 雷頌德   |                        | 3:20  |
| 10.      | Our X'mas                     | 甄健強   | 雷頌德                         | 雷頌德   |                        | 3:55  |
| 11.      | 指日可待                      | 林夕     | John Philips／Michelle Philips | 雷頌德   |                        | 2:46  |
| 12.      | Love Instrumental（你很愛我） |          | 雷頌德                         | 雷頌德   |                        | 3:35  |
| 13.      | 你都不愛我                    | 李焯雄   | 雷頌德                         | 雷頌德   | 歌曲〈你很愛我〉國語版 | 3:34  |
| 14.      | 別框我                        | 十方     | 雷頌德                         | 雷頌德   | 歌曲〈喜〉國語版       | 3:52  |
| 总时长： | 总时长：                      | 总时长： | 总时长：                       | 总时长： | 总时长：               | 45:05 |

| VCD  | VCD                    | VCD  |
| 曲序 | 曲目                   | 導演 |
| ---- | ---------------------- | ---- |
| 1.   | 喜（音樂短片）         | L.L. |
| 2.   | 眼神騙不過（音樂短片） |      |
| 3.   | 心情好（音樂短片）     |      |
| 4.   | 你很愛我（製作花絮）   |      |

## 幕後製作人員名單
以下是《喜》的幕後製作人員名單：
- 鍵琴：雷頌德（曲目1－4,7－11,14）
- 結他：大橋勇（曲目2,3,14）、黃仲賢（曲目3,9,10,14）、Yoshiro Nakamura（曲目5）
- 電結他：大橋勇（曲目6－8,11－13）
- 木吉他：黃仲賢（曲目7,11）
- 尼龍弦結他：黃仲賢（曲目6,12,13）、Yoshiro Nakamura（曲目8）
- 貝斯：須藤滿（曲目2,3,6,7,9,12－14）
- 鋼琴：島健（曲目6,7,9,12,13）
- 長號：村田陽一（曲目2）
- 喇叭：Masahiko Sugasaka（曲目2）
- 次中音色士風：竹野昌邦（曲目2）
- 手風琴：Tetsuya Kuwayama（曲目5,9）
- 電風琴（Hammond B3）：島健（曲目9）
- 鼓：則竹裕之（曲目6,7,9,12,13）
- 弦樂：Wong Sze Hang Strings Ensemble（曲目6,12,13）、Jun Takeuchi Group（曲目7）
- 音色伴奏：雷頌德（曲目1－4,7－11,14）
- 和音：齊藤久美（曲目2,3,6－9,12－14）、黎明（曲目2－4,8,9,11,14）、雷頌德（曲目2,3,8,11,14）、Masayoshi Imai（曲目2,3,6－9,12－14）、Tomoko Hada（曲目2,3,6－9,12－14）、Yuko Ohtanki（曲目2,3,6－9,12－14）、A-E-O（曲目3,4,10,14）、曹潔敏（曲目10）、雷有輝（曲目10）、Eddie Chung（曲目11）、Janice M. Vidal（曲目11）
- 擬聲吟唱：Yoshiro Nakamura（曲目5）
- Rap：Sunny（曲目1,2,10）、Jeff（曲目3,4,8,14）、Steve（曲目11）
- Voice：Julia（曲目10）
- 母帶處理：中里正男
- 混音：岡村弦
- 錄音：岡村弦、陳西敏
- 美術指導、攝影：張文華
- 設計：Kenneth Chan
- A&R：Belle Lok、陳永明
- 執行製作人：王凱文
- 統籌（東京）：Taka Tsukuma
- 編曲、監製：雷頌德
- 出品人：Ariel Fung
- 經理人公司：百事活娛樂事業有限公司

## 流行榜成績
以下是專輯《喜》的派台歌曲名單，以及其歌曲在香港四大電子媒體音樂流行榜的最高位置。
| 派台歌曲／流行榜 | 903專業推介 | 中文歌曲龍虎榜 | 新城電台勁爆本地榜 | 勁歌金榜 | 參考                 |
| ---------------- | ----------- | -------------- | ------------------ | -------- | -------------------- |
| 〈指日可待〉     | 第4位       | 第10位         | 第4位              | 未能上榜 | [ 8 ] [ 9 ] [ 10 ]   |
| 〈心情好〉       | 第12位      | 未能上榜       | 未能上榜           | 未能上榜 | [ 11 ]               |
| 〈喜〉           | 季軍        | 第9位          | 未能上榜           | 第5位    | [ 12 ] [ 13 ] [ 14 ] |
| 〈眼神騙不過〉   | 冠軍        | 第8位          | 季軍               | 未能上榜 | [ 15 ] [ 16 ] [ 17 ] |

## 獎項
以下是收錄於專輯《喜》的歌曲獲頒發的獎項：
- 光線傳媒第二屆音樂風雲榜頒獎盛典——年度最佳錄影帶導演獎〈別框我〉[18]